# Serie A 2020-2021 (calcio a 5 femminile)
La Serie A 2020-2021 è stata la 28ª edizione del campionato nazionale di calcio a 5 di primo livello e la 10ª assoluta della categoria. La stagione regolare è iniziata il 18 ottobre 2020 e si è conclusa il 2 maggio 2021, prolungandosi fino al 19 giugno con la disputa dei play-off.

## Regolamento
Nonostante la Divisione Calcio a 5 avesse inizialmente fissato il numero di partecipanti a 16, le defezioni di Salinis, Florentia, Virtus Ragusa, Real Grisignano, Coppa d'Oro e DF Fasano hanno ridotto l'organico a sole 10 squadre.
Al termine della stagione regolare le prime 8 della classifica parteciperanno alla fase play-off per l'assegnazione del titolo. Il numero di retrocessioni è fissato a una, tramite play-out, disputato tra la penultima e l'ultima (a meno che tra di esse non vi sia un distacco superiore o uguale a 8 punti).
Nelle gare ufficiali è fatto obbligo di inserire in distinta giocatrici che abbiano compiuto il 14º anno di età, di cui almeno sei di esse deve essere formato in Italia.
Il pallone ufficiale è Futsal Pro, fornito da Nike.

### Criteri in caso di arrivo a pari punti
In caso di parità di punteggio fra due o più squadre al termine di un campionato, si procede alla
compilazione:
- a) dei punti conseguiti negli incontri diretti;
- b) a parità di punti, della differenza tra le reti segnate e quelle subite negli stessi incontri;
- c) della differenza fra reti segnate e subite negli incontri diretti fra le squadre interessate;
- d) della differenza fra reti segnate e subite al termine della Stagione Regolare;
- e) del maggior numero di reti segnate al termine della Stagione Regolare;
- f) del minor numero di reti subite al termine della Stagione Regolare;
- g) del maggior numero di vittorie realizzate al termine della Stagione Regolare;
- h) del minor numero di sconfitte subite al termine della Stagione Regolare;
- i) del maggior numero di vittorie esterne al termine della Stagione Regolare;
- j) del minor numero di sconfitte interne al termine della Stagione Regolare;
- k) Del sorteggio.

## Avvenimenti

### Boxing Day
Il recupero della settima giornata tra Falconara e Montesilvano è stato disputato nel giorno di Santo Stefano sul campo neutro del PalaCotonella di Salsomaggiore Terme, emulando il Boxing Day della tradizione inglese.

## Squadre partecipanti
| Club                | Città                    | Palazzetto                                           | Stagione 2019-20            |
| ------------------- | ------------------------ | ---------------------------------------------------- | --------------------------- |
| Bisceglie           | Bisceglie (BT)           | PalaDolmen                                           | 8º in Serie A               |
| Cagliari            | Cagliari                 | PalaConi Palasport Comunale (Sestu, CA, 2ª giornata) | 6º in Serie A               |
| Città di Capena     | Magione (PG)             | Palasport (Fiano Romano, RM)                         | 1º nel girone B di Serie A2 |
| Falconara           | Falconara Marittima (AN) | Palasport Badiali                                    | 4º in Serie A               |
| Rovigo Orange       | Rovigo                   | Palasport San Pio X                                  | 1º nel girone A di Serie A2 |
| Kick Off            | Gorgonzola (MI)          | Palasport Seven Infinity                             | 5º in Serie A               |
| Lazio               | Roma                     | PalaGems                                             | 7º in Serie A               |
| Montesilvano        | Pescara                  | PalaRigopiano                                        | 3º in Serie A               |
| Pelletterie Firenze | Campi Bisenzio (FI)      | Palasport (Scandicci, FI)                            | 13º in Serie A, ripescato   |
| Real Statte         | Montemesola (TA)         | PalaSport Montemesola                                | 1º in Serie A               |

## Stagione regolare

### Classifica
|                               | Pos. | Squadra             | Pt | G  | V  | N | P  | GF | GS | DR  |
| ----------------------------- | ---- | ------------------- | -- | -- | -- | - | -- | -- | -- | --- |
| Vincitrice della Coppa Italia | 1.   | Falconara           | 49 | 18 | 16 | 2 | 0  | 69 | 23 | +46 |
|                               | 2.   | Montesilvano        | 42 | 18 | 13 | 3 | 2  | 75 | 28 | +47 |
|                               | 3.   | Kick Off            | 39 | 18 | 12 | 3 | 3  | 70 | 36 | +34 |
|                               | 4.   | Real Statte         | 34 | 18 | 11 | 1 | 6  | 79 | 57 | +22 |
|                               | 5.   | Lazio               | 28 | 18 | 9  | 1 | 8  | 58 | 48 | +10 |
|                               | 6.   | Bisceglie           | 23 | 18 | 7  | 2 | 9  | 51 | 56 | -5  |
|                               | 7.   | Città di Capena     | 16 | 18 | 5  | 1 | 12 | 35 | 51 | -16 |
|                               | 8.   | Cagliari            | 11 | 18 | 3  | 2 | 13 | 41 | 84 | -43 |
|                               | 9.   | Granzette           | 11 | 18 | 3  | 2 | 13 | 36 | 78 | -42 |
|                               | 10.  | Pelletterie Firenze | 7  | 18 | 2  | 1 | 15 | 38 | 91 | -53 |

### Verdetti
- Montesilvano campione d'Italia 2020-2021.
- Pelletterie Firenze retrocesso in Serie A2 2021-22 dopo i playout.
- Città di Capena e Cagliari non iscritti al campionato di Serie A 2021-22.

### Calendario e risultati
| andata (1ª) | andata (1ª) | 1ª giornata                  | ritorno (10ª) | ritorno (10ª) |
|             |             |                              |               |               |
| 18 ott.     | 2-3         | Bisceglie-Real Statte        | 2-3           | 10 gen.       |
| 18 ott.     | 3-0         | Falconara-Cagliari           | 6-2           | 10 gen.       |
| 18 ott.     | 9-3         | Kick Off-Granzette           | 6-1           | 10 gen.       |
| 26 gen.     | 2-1         | Montesilvano-Città di Capena | 4-0           | 23 feb.       |
| 18 ott.     | 2-7         | Pelletterie Firenze-Lazio    | 1-2           | 10 gen.       |

| andata (2ª) | andata (2ª) | 2ª giornata                     | ritorno (11ª) | ritorno (11ª) |
|             |             |                                 |               |               |
| 24 ott.     | 3-6         | Cagliari-Bisceglie              | 0-4           | 14 mar.       |
| 23 dic.     | 0-1         | Città di Capena-Kick Off        | 1-2           | 24 gen.       |
| 25 ott.     | 2-3         | Granzette-Falconara             | 1-2           | 24 gen.       |
| 15 nov.     | 2-10        | Lazio-Montesilvano              | 0-5           | 24 gen.       |
| 6 gen.      | 10-3        | Real Statte-Pelletterie Firenze | 9-5           | 7 mar.        |

| andata (1ª) | andata (1ª) | 1ª giornata                  | ritorno (10ª) | ritorno (10ª) |
|             |             |                              |               |               |
| 18 ott.     | 2-3         | Bisceglie-Real Statte        | 2-3           | 10 gen.       |
| 18 ott.     | 3-0         | Falconara-Cagliari           | 6-2           | 10 gen.       |
| 18 ott.     | 9-3         | Kick Off-Granzette           | 6-1           | 10 gen.       |
| 26 gen.     | 2-1         | Montesilvano-Città di Capena | 4-0           | 23 feb.       |
| 18 ott.     | 2-7         | Pelletterie Firenze-Lazio    | 1-2           | 10 gen.       |

| andata (2ª) | andata (2ª) | 2ª giornata                     | ritorno (11ª) | ritorno (11ª) |
|             |             |                                 |               |               |
| 24 ott.     | 3-6         | Cagliari-Bisceglie              | 0-4           | 14 mar.       |
| 23 dic.     | 0-1         | Città di Capena-Kick Off        | 1-2           | 24 gen.       |
| 25 ott.     | 2-3         | Granzette-Falconara             | 1-2           | 24 gen.       |
| 15 nov.     | 2-10        | Lazio-Montesilvano              | 0-5           | 24 gen.       |
| 6 gen.      | 10-3        | Real Statte-Pelletterie Firenze | 9-5           | 7 mar.        |

| andata (3ª) | andata (3ª) | 3ª giornata                  | ritorno (12ª) | ritorno (12ª) |
|             |             |                              |               |               |
| 1° nov.     | 1-2         | Bisceglie-Città di Capena    | 2-1           | 31 gen.       |
| 1° nov.     | 1-0         | Falconara-Lazio              | 3-1           | 31 gen.       |
| 10 mar.     | 1-4         | Cagliari-Real Statte         | 3-8           | 12 mar.       |
| 1° nov.     | 5-0         | Montesilvano-Granzette       | 4-1           | 31 gen.       |
| 1° nov.     | 2-5         | Pelletterie Firenze-Kick Off | 2-6           | 31 gen.       |

| andata (4ª) | andata (4ª) | 4ª giornata                         | ritorno (13ª) | ritorno (13ª) |
|             |             |                                     |               |               |
| 8 nov.      | 3-2         | Città di Capena-Pelletterie Firenze | 2-3           | 6 feb.        |
| 7 nov.      | 3-8         | Granzette-Cagliari                  | 4-4           | 7 mar.        |
| 8 nov.      | 2-5         | Kick Off-Montesilvano               | 1-1           | 6 feb.        |
| 8 nov.      | 6-2         | Lazio-Bisceglie                     | 3-2           | 5 feb.        |
| 7 nov.      | 4-5         | Real Statte-Falconara               | 2-6           | 6 feb.        |

| andata (3ª) | andata (3ª) | 3ª giornata                  | ritorno (12ª) | ritorno (12ª) |
|             |             |                              |               |               |
| 1° nov.     | 1-2         | Bisceglie-Città di Capena    | 2-1           | 31 gen.       |
| 1° nov.     | 1-0         | Falconara-Lazio              | 3-1           | 31 gen.       |
| 10 mar.     | 1-4         | Cagliari-Real Statte         | 3-8           | 12 mar.       |
| 1° nov.     | 5-0         | Montesilvano-Granzette       | 4-1           | 31 gen.       |
| 1° nov.     | 2-5         | Pelletterie Firenze-Kick Off | 2-6           | 31 gen.       |

| andata (4ª) | andata (4ª) | 4ª giornata                         | ritorno (13ª) | ritorno (13ª) |
|             |             |                                     |               |               |
| 8 nov.      | 3-2         | Città di Capena-Pelletterie Firenze | 2-3           | 6 feb.        |
| 7 nov.      | 3-8         | Granzette-Cagliari                  | 4-4           | 7 mar.        |
| 8 nov.      | 2-5         | Kick Off-Montesilvano               | 1-1           | 6 feb.        |
| 8 nov.      | 6-2         | Lazio-Bisceglie                     | 3-2           | 5 feb.        |
| 7 nov.      | 4-5         | Real Statte-Falconara               | 2-6           | 6 feb.        |

| andata (5ª) | andata (5ª) | 5ª giornata                   | ritorno (14ª) | ritorno (14ª) |
|             |             |                               |               |               |
| 22 nov.     | 2-7         | Bisceglie-Montesilvano        | 3-2           | 14 feb.       |
| 22 nov.     | 2-1         | Falconara-Kick Off            | 1-1           | 14 feb.       |
| 3 mar.      | 1-5         | Cagliari-Città di Capena      | 2-2           | 17 mar.       |
| 22 nov.     | 3-4         | Pelletterie Firenze-Granzette | 1-2           | 14 feb.       |
| 21 nov.     | 3-1         | Real Statte-Lazio             | 0-6           | 14 feb.       |

| andata (6ª) | andata (6ª) | 6ª giornata                      | ritorno (15ª) | ritorno (15ª) |
|             |             |                                  |               |               |
| 7 mar.      | 2-5         | Città di Capena-Falconara        | 2-5           | 21 feb.       |
| 29 nov.     | 0-6         | Granzette-Real Statte            | 4-5           | 20 feb.       |
| 28 nov.     | 3-4         | Kick Off-Bisceglie               | 3-2           | 21 feb.       |
| 30 nov.     | 9-2         | Lazio-Cagliari                   | 1-2           | 26 mar.       |
| 29 nov.     | 8-1         | Montesilvano-Pelletterie Firenze | 3-2           | 21 feb.       |

| andata (5ª) | andata (5ª) | 5ª giornata                   | ritorno (14ª) | ritorno (14ª) |
|             |             |                               |               |               |
| 22 nov.     | 2-7         | Bisceglie-Montesilvano        | 3-2           | 14 feb.       |
| 22 nov.     | 2-1         | Falconara-Kick Off            | 1-1           | 14 feb.       |
| 3 mar.      | 1-5         | Cagliari-Città di Capena      | 2-2           | 17 mar.       |
| 22 nov.     | 3-4         | Pelletterie Firenze-Granzette | 1-2           | 14 feb.       |
| 21 nov.     | 3-1         | Real Statte-Lazio             | 0-6           | 14 feb.       |

| andata (6ª) | andata (6ª) | 6ª giornata                      | ritorno (15ª) | ritorno (15ª) |
|             |             |                                  |               |               |
| 7 mar.      | 2-5         | Città di Capena-Falconara        | 2-5           | 21 feb.       |
| 29 nov.     | 0-6         | Granzette-Real Statte            | 4-5           | 20 feb.       |
| 28 nov.     | 3-4         | Kick Off-Bisceglie               | 3-2           | 21 feb.       |
| 30 nov.     | 9-2         | Lazio-Cagliari                   | 1-2           | 26 mar.       |
| 29 nov.     | 8-1         | Montesilvano-Pelletterie Firenze | 3-2           | 21 feb.       |

| andata (7ª) | andata (7ª) | 7ª giornata                   | ritorno (16ª) | ritorno (16ª) |
|             |             |                               |               |               |
| 5 dic.      | 7-1         | Bisceglie-Pelletterie Firenze | 2-2           | 28 feb.       |
| 26 dic.     | 1-0         | Falconara-Montesilvano        | 1-1           | 28 feb.       |
| 6 dic.      | 2-6         | Cagliari-Kick Off             | 1-8           | 28 feb.       |
| 6 dic.      | 5-0         | Lazio-Granzette               | 1-3           | 28 feb.       |
| 5 dic.      | 6-2         | Real Statte-Città di Capena   | 4-0           | 28 feb.       |

| andata (8ª) | andata (8ª) | 8ª giornata                  | ritorno (17ª) | ritorno (17ª) |
|             |             |                              |               |               |
| 13 dic.     | 2-5         | Bisceglie-Falconara          | 1-6           | 21 mar.       |
| 17 gen.     | 7-2         | Città di Capena-Granzette    | 2-0           | 21 mar.       |
| 13 dic.     | 2-2         | Kick Off-Lazio               | 7-3           | 4 mar.        |
| 3 gen.      | 3-3         | Montesilvano-Real Statte     | 7-5           | 28 mar.       |
| 16 gen.     | 1-0         | Pelletterie Firenze-Cagliari | 6-7           | 21 mar.       |

| andata (7ª) | andata (7ª) | 7ª giornata                   | ritorno (16ª) | ritorno (16ª) |
|             |             |                               |               |               |
| 5 dic.      | 7-1         | Bisceglie-Pelletterie Firenze | 2-2           | 28 feb.       |
| 26 dic.     | 1-0         | Falconara-Montesilvano        | 1-1           | 28 feb.       |
| 6 dic.      | 2-6         | Cagliari-Kick Off             | 1-8           | 28 feb.       |
| 6 dic.      | 5-0         | Lazio-Granzette               | 1-3           | 28 feb.       |
| 5 dic.      | 6-2         | Real Statte-Città di Capena   | 4-0           | 28 feb.       |

| andata (8ª) | andata (8ª) | 8ª giornata                  | ritorno (17ª) | ritorno (17ª) |
|             |             |                              |               |               |
| 13 dic.     | 2-5         | Bisceglie-Falconara          | 1-6           | 21 mar.       |
| 17 gen.     | 7-2         | Città di Capena-Granzette    | 2-0           | 21 mar.       |
| 13 dic.     | 2-2         | Kick Off-Lazio               | 7-3           | 4 mar.        |
| 3 gen.      | 3-3         | Montesilvano-Real Statte     | 7-5           | 28 mar.       |
| 16 gen.     | 1-0         | Pelletterie Firenze-Cagliari | 6-7           | 21 mar.       |

| \| andata (9ª) \| andata (9ª) \| 9ª giornata \| ritorno (18ª) \| ritorno (18ª) \| \| \| \| \| \| \| \| 20 dic. \| 5-1 \| Falconara-Pelletterie Firenze \| 9-0 \| 11 apr. \| \| 20 dic. \| 1-5 \| Cagliari-Montesilvano \| 2-3 \| 11 apr. \| \| 19 dic. \| 2-3 \| Granzette-Bisceglie \| 4-4 \| 11 apr. \| \| 20 dic. \| 5-0 \| Lazio-Città di Capena \| 4-3 \| 7 apr. \| \| 17 gen. \| 2-4 \| Real Statte-Kick Off \| 2-3 \| 2 mag. \| |             |                               |               |               |
| andata (9ª) | andata (9ª) | 9ª giornata                   | ritorno (18ª) | ritorno (18ª) |
| |             |                               |               |               |
| 20 dic. | 5-1         | Falconara-Pelletterie Firenze | 9-0           | 11 apr.       |
| 20 dic. | 1-5         | Cagliari-Montesilvano         | 2-3           | 11 apr.       |
| 19 dic. | 2-3         | Granzette-Bisceglie           | 4-4           | 11 apr.       |
| 20 dic. | 5-0         | Lazio-Città di Capena         | 4-3           | 7 apr.        |
| 17 gen. | 2-4         | Real Statte-Kick Off          | 2-3           | 2 mag.        |

| andata (9ª) | andata (9ª) | 9ª giornata                   | ritorno (18ª) | ritorno (18ª) |
|             |             |                               |               |               |
| 20 dic.     | 5-1         | Falconara-Pelletterie Firenze | 9-0           | 11 apr.       |
| 20 dic.     | 1-5         | Cagliari-Montesilvano         | 2-3           | 11 apr.       |
| 19 dic.     | 2-3         | Granzette-Bisceglie           | 4-4           | 11 apr.       |
| 20 dic.     | 5-0         | Lazio-Città di Capena         | 4-3           | 7 apr.        |
| 17 gen.     | 2-4         | Real Statte-Kick Off          | 2-3           | 2 mag.        |

| andata (1ª) | andata (1ª) | 1ª giornata                  | ritorno (10ª) | ritorno (10ª) |
|             |             |                              |               |               |
| 18 ott.     | 2-3         | Bisceglie-Real Statte        | 2-3           | 10 gen.       |
| 18 ott.     | 3-0         | Falconara-Cagliari           | 6-2           | 10 gen.       |
| 18 ott.     | 9-3         | Kick Off-Granzette           | 6-1           | 10 gen.       |
| 26 gen.     | 2-1         | Montesilvano-Città di Capena | 4-0           | 23 feb.       |
| 18 ott.     | 2-7         | Pelletterie Firenze-Lazio    | 1-2           | 10 gen.       |

| andata (2ª) | andata (2ª) | 2ª giornata                     | ritorno (11ª) | ritorno (11ª) |
|             |             |                                 |               |               |
| 24 ott.     | 3-6         | Cagliari-Bisceglie              | 0-4           | 14 mar.       |
| 23 dic.     | 0-1         | Città di Capena-Kick Off        | 1-2           | 24 gen.       |
| 25 ott.     | 2-3         | Granzette-Falconara             | 1-2           | 24 gen.       |
| 15 nov.     | 2-10        | Lazio-Montesilvano              | 0-5           | 24 gen.       |
| 6 gen.      | 10-3        | Real Statte-Pelletterie Firenze | 9-5           | 7 mar.        |

| andata (1ª) | andata (1ª) | 1ª giornata                  | ritorno (10ª) | ritorno (10ª) |
|             |             |                              |               |               |
| 18 ott.     | 2-3         | Bisceglie-Real Statte        | 2-3           | 10 gen.       |
| 18 ott.     | 3-0         | Falconara-Cagliari           | 6-2           | 10 gen.       |
| 18 ott.     | 9-3         | Kick Off-Granzette           | 6-1           | 10 gen.       |
| 26 gen.     | 2-1         | Montesilvano-Città di Capena | 4-0           | 23 feb.       |
| 18 ott.     | 2-7         | Pelletterie Firenze-Lazio    | 1-2           | 10 gen.       |

| andata (2ª) | andata (2ª) | 2ª giornata                     | ritorno (11ª) | ritorno (11ª) |
|             |             |                                 |               |               |
| 24 ott.     | 3-6         | Cagliari-Bisceglie              | 0-4           | 14 mar.       |
| 23 dic.     | 0-1         | Città di Capena-Kick Off        | 1-2           | 24 gen.       |
| 25 ott.     | 2-3         | Granzette-Falconara             | 1-2           | 24 gen.       |
| 15 nov.     | 2-10        | Lazio-Montesilvano              | 0-5           | 24 gen.       |
| 6 gen.      | 10-3        | Real Statte-Pelletterie Firenze | 9-5           | 7 mar.        |

| andata (3ª) | andata (3ª) | 3ª giornata                  | ritorno (12ª) | ritorno (12ª) |
|             |             |                              |               |               |
| 1° nov.     | 1-2         | Bisceglie-Città di Capena    | 2-1           | 31 gen.       |
| 1° nov.     | 1-0         | Falconara-Lazio              | 3-1           | 31 gen.       |
| 10 mar.     | 1-4         | Cagliari-Real Statte         | 3-8           | 12 mar.       |
| 1° nov.     | 5-0         | Montesilvano-Granzette       | 4-1           | 31 gen.       |
| 1° nov.     | 2-5         | Pelletterie Firenze-Kick Off | 2-6           | 31 gen.       |

| andata (4ª) | andata (4ª) | 4ª giornata                         | ritorno (13ª) | ritorno (13ª) |
|             |             |                                     |               |               |
| 8 nov.      | 3-2         | Città di Capena-Pelletterie Firenze | 2-3           | 6 feb.        |
| 7 nov.      | 3-8         | Granzette-Cagliari                  | 4-4           | 7 mar.        |
| 8 nov.      | 2-5         | Kick Off-Montesilvano               | 1-1           | 6 feb.        |
| 8 nov.      | 6-2         | Lazio-Bisceglie                     | 3-2           | 5 feb.        |
| 7 nov.      | 4-5         | Real Statte-Falconara               | 2-6           | 6 feb.        |

| andata (3ª) | andata (3ª) | 3ª giornata                  | ritorno (12ª) | ritorno (12ª) |
|             |             |                              |               |               |
| 1° nov.     | 1-2         | Bisceglie-Città di Capena    | 2-1           | 31 gen.       |
| 1° nov.     | 1-0         | Falconara-Lazio              | 3-1           | 31 gen.       |
| 10 mar.     | 1-4         | Cagliari-Real Statte         | 3-8           | 12 mar.       |
| 1° nov.     | 5-0         | Montesilvano-Granzette       | 4-1           | 31 gen.       |
| 1° nov.     | 2-5         | Pelletterie Firenze-Kick Off | 2-6           | 31 gen.       |

| andata (4ª) | andata (4ª) | 4ª giornata                         | ritorno (13ª) | ritorno (13ª) |
|             |             |                                     |               |               |
| 8 nov.      | 3-2         | Città di Capena-Pelletterie Firenze | 2-3           | 6 feb.        |
| 7 nov.      | 3-8         | Granzette-Cagliari                  | 4-4           | 7 mar.        |
| 8 nov.      | 2-5         | Kick Off-Montesilvano               | 1-1           | 6 feb.        |
| 8 nov.      | 6-2         | Lazio-Bisceglie                     | 3-2           | 5 feb.        |
| 7 nov.      | 4-5         | Real Statte-Falconara               | 2-6           | 6 feb.        |

| andata (5ª) | andata (5ª) | 5ª giornata                   | ritorno (14ª) | ritorno (14ª) |
|             |             |                               |               |               |
| 22 nov.     | 2-7         | Bisceglie-Montesilvano        | 3-2           | 14 feb.       |
| 22 nov.     | 2-1         | Falconara-Kick Off            | 1-1           | 14 feb.       |
| 3 mar.      | 1-5         | Cagliari-Città di Capena      | 2-2           | 17 mar.       |
| 22 nov.     | 3-4         | Pelletterie Firenze-Granzette | 1-2           | 14 feb.       |
| 21 nov.     | 3-1         | Real Statte-Lazio             | 0-6           | 14 feb.       |

| andata (6ª) | andata (6ª) | 6ª giornata                      | ritorno (15ª) | ritorno (15ª) |
|             |             |                                  |               |               |
| 7 mar.      | 2-5         | Città di Capena-Falconara        | 2-5           | 21 feb.       |
| 29 nov.     | 0-6         | Granzette-Real Statte            | 4-5           | 20 feb.       |
| 28 nov.     | 3-4         | Kick Off-Bisceglie               | 3-2           | 21 feb.       |
| 30 nov.     | 9-2         | Lazio-Cagliari                   | 1-2           | 26 mar.       |
| 29 nov.     | 8-1         | Montesilvano-Pelletterie Firenze | 3-2           | 21 feb.       |

| andata (5ª) | andata (5ª) | 5ª giornata                   | ritorno (14ª) | ritorno (14ª) |
|             |             |                               |               |               |
| 22 nov.     | 2-7         | Bisceglie-Montesilvano        | 3-2           | 14 feb.       |
| 22 nov.     | 2-1         | Falconara-Kick Off            | 1-1           | 14 feb.       |
| 3 mar.      | 1-5         | Cagliari-Città di Capena      | 2-2           | 17 mar.       |
| 22 nov.     | 3-4         | Pelletterie Firenze-Granzette | 1-2           | 14 feb.       |
| 21 nov.     | 3-1         | Real Statte-Lazio             | 0-6           | 14 feb.       |

| andata (6ª) | andata (6ª) | 6ª giornata                      | ritorno (15ª) | ritorno (15ª) |
|             |             |                                  |               |               |
| 7 mar.      | 2-5         | Città di Capena-Falconara        | 2-5           | 21 feb.       |
| 29 nov.     | 0-6         | Granzette-Real Statte            | 4-5           | 20 feb.       |
| 28 nov.     | 3-4         | Kick Off-Bisceglie               | 3-2           | 21 feb.       |
| 30 nov.     | 9-2         | Lazio-Cagliari                   | 1-2           | 26 mar.       |
| 29 nov.     | 8-1         | Montesilvano-Pelletterie Firenze | 3-2           | 21 feb.       |

| andata (7ª) | andata (7ª) | 7ª giornata                   | ritorno (16ª) | ritorno (16ª) |
|             |             |                               |               |               |
| 5 dic.      | 7-1         | Bisceglie-Pelletterie Firenze | 2-2           | 28 feb.       |
| 26 dic.     | 1-0         | Falconara-Montesilvano        | 1-1           | 28 feb.       |
| 6 dic.      | 2-6         | Cagliari-Kick Off             | 1-8           | 28 feb.       |
| 6 dic.      | 5-0         | Lazio-Granzette               | 1-3           | 28 feb.       |
| 5 dic.      | 6-2         | Real Statte-Città di Capena   | 4-0           | 28 feb.       |

| andata (8ª) | andata (8ª) | 8ª giornata                  | ritorno (17ª) | ritorno (17ª) |
|             |             |                              |               |               |
| 13 dic.     | 2-5         | Bisceglie-Falconara          | 1-6           | 21 mar.       |
| 17 gen.     | 7-2         | Città di Capena-Granzette    | 2-0           | 21 mar.       |
| 13 dic.     | 2-2         | Kick Off-Lazio               | 7-3           | 4 mar.        |
| 3 gen.      | 3-3         | Montesilvano-Real Statte     | 7-5           | 28 mar.       |
| 16 gen.     | 1-0         | Pelletterie Firenze-Cagliari | 6-7           | 21 mar.       |

| andata (7ª) | andata (7ª) | 7ª giornata                   | ritorno (16ª) | ritorno (16ª) |
|             |             |                               |               |               |
| 5 dic.      | 7-1         | Bisceglie-Pelletterie Firenze | 2-2           | 28 feb.       |
| 26 dic.     | 1-0         | Falconara-Montesilvano        | 1-1           | 28 feb.       |
| 6 dic.      | 2-6         | Cagliari-Kick Off             | 1-8           | 28 feb.       |
| 6 dic.      | 5-0         | Lazio-Granzette               | 1-3           | 28 feb.       |
| 5 dic.      | 6-2         | Real Statte-Città di Capena   | 4-0           | 28 feb.       |

| andata (8ª) | andata (8ª) | 8ª giornata                  | ritorno (17ª) | ritorno (17ª) |
|             |             |                              |               |               |
| 13 dic.     | 2-5         | Bisceglie-Falconara          | 1-6           | 21 mar.       |
| 17 gen.     | 7-2         | Città di Capena-Granzette    | 2-0           | 21 mar.       |
| 13 dic.     | 2-2         | Kick Off-Lazio               | 7-3           | 4 mar.        |
| 3 gen.      | 3-3         | Montesilvano-Real Statte     | 7-5           | 28 mar.       |
| 16 gen.     | 1-0         | Pelletterie Firenze-Cagliari | 6-7           | 21 mar.       |

| \| andata (9ª) \| andata (9ª) \| 9ª giornata \| ritorno (18ª) \| ritorno (18ª) \| \| \| \| \| \| \| \| 20 dic. \| 5-1 \| Falconara-Pelletterie Firenze \| 9-0 \| 11 apr. \| \| 20 dic. \| 1-5 \| Cagliari-Montesilvano \| 2-3 \| 11 apr. \| \| 19 dic. \| 2-3 \| Granzette-Bisceglie \| 4-4 \| 11 apr. \| \| 20 dic. \| 5-0 \| Lazio-Città di Capena \| 4-3 \| 7 apr. \| \| 17 gen. \| 2-4 \| Real Statte-Kick Off \| 2-3 \| 2 mag. \| |             |                               |               |               |
| andata (9ª) | andata (9ª) | 9ª giornata                   | ritorno (18ª) | ritorno (18ª) |
| |             |                               |               |               |
| 20 dic. | 5-1         | Falconara-Pelletterie Firenze | 9-0           | 11 apr.       |
| 20 dic. | 1-5         | Cagliari-Montesilvano         | 2-3           | 11 apr.       |
| 19 dic. | 2-3         | Granzette-Bisceglie           | 4-4           | 11 apr.       |
| 20 dic. | 5-0         | Lazio-Città di Capena         | 4-3           | 7 apr.        |
| 17 gen. | 2-4         | Real Statte-Kick Off          | 2-3           | 2 mag.        |

| andata (9ª) | andata (9ª) | 9ª giornata                   | ritorno (18ª) | ritorno (18ª) |
|             |             |                               |               |               |
| 20 dic.     | 5-1         | Falconara-Pelletterie Firenze | 9-0           | 11 apr.       |
| 20 dic.     | 1-5         | Cagliari-Montesilvano         | 2-3           | 11 apr.       |
| 19 dic.     | 2-3         | Granzette-Bisceglie           | 4-4           | 11 apr.       |
| 20 dic.     | 5-0         | Lazio-Città di Capena         | 4-3           | 7 apr.        |
| 17 gen.     | 2-4         | Real Statte-Kick Off          | 2-3           | 2 mag.        |

### Statistiche

#### Capoliste solitarie
|    | ——     | ——     | ——     | ——     | ——  | ——  | ——        | ——        | ——        | ——        | ——        | ——        | ——        | ——        | ——        | ——        | ——        | —— |  |
|    | Falcon | Falcon | Falcon | Falcon | Mon | Mon | Falconara | Falconara | Falconara | Falconara | Falconara | Falconara | Falconara | Falconara | Falconara | Falconara | Falconara |    |  |
|    |        |        |        |        |     |     |           |           |           |           |           |           |           |           |           |           |           |    |  |
|    |        |        |        |        |     |     |           |           |           |           |           |           |           |           |           |           |           |    |  |
| 1ª | 2ª     | 3ª     | 4ª     | 5ª     | 6ª  | 7ª  | 8ª        | 9ª        | 10ª       | 11ª       | 12ª       | 13ª       | 14ª       | 15ª       | 16ª       | 17ª       | 18ª       |    |  |

#### Classifica marcatori
| Gol |  |  | Giocatore            | Squadra                    |
| --- |  |  | -------------------- | -------------------------- |
| 28  |  |  | Debora Vanin         | Kick Off                   |
| 26  |  |  | Sara Boutimah        | Real Statte                |
| 25  |  |  | Renatinha            | Real Statte                |
| 22  |  |  | Rafaela Dal'maz      | Falconara                  |
| 19  |  |  | Luciléia             | Montesilvano               |
| 16  |  |  | Marta Penalver Ramon | Falconara                  |
| 15  |  |  | Vanessa Pereira      | Lazio                      |
| 12  |  |  | Alessia Grieco       | Lazio                      |
| 11  |  |  | Sara Iturriaga       | Granzette                  |
| 11  |  |  | Neka                 | Città di Capena            |
| 11  |  |  | Bruna Borges         | Montesilvano               |
| 11  |  |  | Micheli Tres Villa   | Bisceglie                  |
| 10  |  |  | Taina Dos Santos     | Cagliari (8) Bisceglie (2) |
| 10  |  |  | Nicoletta Mansueto   | Real Statte                |
| 10  |  |  | Jessika Manieri      | Montesilvano               |
| 10  |  |  | Aline Elpidio        | Kick Off                   |

| Gol |  |  | Giocatore            | Squadra             |
| --- |  |  | -------------------- | ------------------- |
| 9   |  |  | Adrieli Bertè        | Kick Off            |
| 9   |  |  | Taty                 | Falconara           |
| 9   |  |  | Tomislava Matijevic  | Bisceglie           |
| 9   |  |  | Alessia Longato      | Granzette           |
| 8   |  |  | Carla Duco           | Pelletterie Firenze |
| 8   |  |  | Pia Gomez            | Pelletterie Firenze |
| 8   |  |  | Sabrina Marchese     | Cagliari            |
| 8   |  |  | Bruna Marcon         | Cagliari            |
| 7   |  |  | Sofia Luciani        | Falconara           |
| 7   |  |  | Dayane Rocha         | Granzette           |
| 7   |  |  | Amparo López Jiménez | Montesilvano        |
| 7   |  |  | Jessica Exana        | Kick Off            |
| 7   |  |  | Maria Laura Fuhrmann | Città di Capena     |
| 6   |  |  | Federica Belli       | Montesilvano        |
| 6   |  |  | Ana Soldevilla       | Real Statte         |
| 6   |  |  | Eva Maria Ortega     | Montesilvano        |
| 6   |  |  | Carmen Gutierrez     | Falconara           |
| 6   |  |  | Roberta Diodato      | Pelletterie Firenze |
| 6   |  |  | Gaby Vanelli         | Lazio               |
| 6   |  |  | Patricia Ribereite   | Bisceglie           |

#### Record
- Maggior numero di vittorie: Falconara (16)
- Minor numero di vittorie: Pelletterie Firenze (2)
- Maggior numero di pareggi: Kick Off, Montesilvano (3)
- Minor numero di pareggi: Città di Capena, Lazio, Pelletterie Firenze, Real Statte (1)
- Maggior numero di sconfitte: Pelletterie Firenze (15)
- Minor numero di sconfitte: Falconara (0)
- Miglior attacco: Real Statte (79)
- Peggior attacco: Città di Capena (35)
- Miglior difesa: Falconara (23)
- Peggior difesa: Pelletterie Firenze (91)
- Miglior differenza reti: Montesilvano (+47)
- Peggior differenza reti: Pelletterie Firenze (-53)
- Miglior serie positiva:  Falconara (1ª-5ª, 8ª-9ª, recupero 7ª, 10ª-16ª, recupero 6ª, 17ª-18ª) (18)
- Maggior numero di vittorie consecutive: Falconara (1ª-5ª, 8ª-9ª, recupero 7ª, 10ª-13ª) (12)
- Maggior numero di sconfitte consecutive: Pelletterie Firenze (1ª, 3ª-7ª, 9ª, recupero 2ª, 10ª) (9)
- Partita con maggiore scarto di gol: Pelletterie Firenze-Falconara 0-9 (18ª) (9)
- Partita con più reti: Pelletterie Firenze-Real Statte 5-9 (11ª) (14)
- Maggior numero di reti in una giornata: 17ª (44)
- Minor numero di reti in una giornata: 14ª[16] (20)

## Play-off

### Regolamento
Ai play-off per l'assegnazione del titolo partecipano le prime 8 classificate della stagione regolare.
Gli incontri dei quarti di finale e delle semifinali si svolgeranno con formula a eliminazione diretta con gare di andata (in casa della squadra meglio classificata) e ritorno (in casa della peggio classificata) ed eventuale terza gara (in casa della miglior classificata) in caso di parità di punti dopo due partite (indipendentemente dalla differenza reti). In caso di ulteriore parità al termine dei supplementari sarà considerata vincente la squadra meglio classificata al termine della stagione regolare.
La finale si disputata al meglio delle tre gare secondo l'ordine di seguito evidenziato: 1ª gara in casa della squadra meglio classificata al termine della stagione regolare; 2ª gara in casa della squadra peggio classificata al termine della stagione regolare; 3ª (eventuale) in casa della squadra meglio classificata al termine della stagione regolare. Al termine degli incontri sarà dichiara vincente la squadra che ottiene il maggior punteggio. In caso di parità al termine si giocheranno due tempi supplementari di 5 minuti ciascuno. Qualora anche al termine di questi le squadre siano in parità si procederà all'effettuazione dei tiri di rigore.

### Squadre qualificate
| 1 | Falconara    | 5 | Lazio           |
| 2 | Montesilvano | 6 | Bisceglie       |
| 3 | Kick Off     | 7 | Città di Capena |
| 4 | Real Statte  | 8 | Cagliari        |

### Tabellone
|  | Quarti di finale | Quarti di finale | Quarti di finale | Quarti di finale | Quarti di finale |  |  | Semifinali | Semifinali   | Semifinali | Semifinali   | Semifinali |   |   | Finale | Finale    | Finale | Finale | Finale |  |
|  |                  |                  |                  |                  |                  |  |  |            |              |            |              |            |   |   |        |           |        |        |        |  |
|  | 1                | Falconara        | 5                | 4                | –                |  |  |            |              |            |              |            |   |   |        |           |        |        |        |  |
|  | 8                | Cagliari         | 2                | 1                | –                |  |  | 1          | Falconara    | 6          | 4            | –          |   |   |        |           |        |        |        |  |
|  | 4                | Real Statte      | 1                | 7                | 4                |  |  | 4          | Real Statte  | 1          | 4            | –          |   |   |        |           |        |        |        |  |
|  | 5                | Lazio            | 1                | 7                | 3                |  |  |            |              |            |              |            |   |   | 1      | Falconara | 2      | 3      | 2      |  |
|  | 3                | Kick Off         | 6                | 1                | 3                |  |  |            |              | 2          | Montesilvano | 3          | 1 | 3 |        |           |        |        |        |  |
|  | 6                | Bisceglie        | 1                | 3                | 1                |  |  | 3          | Kick Off     | 0          | 2            | –          |   |   |        |           |        |        |        |  |
|  | 2                | Montesilvano     | 3                | 3                | –                |  |  | 2          | Montesilvano | 0          | 9            | –          |   |   |        |           |        |        |        |  |
|  | 7                | Città di Capena  | 1                | 0                | –                |  |  |            |              |            |              |            |   |   |        |           |        |        |        |  |

### Risultati

#### Quarti di finale

##### Gara 1
| Arbitri: | Arrigo D'Alessandro (Policoro) Davide Sallese (Vasto) |
| Crono:   | Giuseppe Costrino (Termoli)                           |

|                  |           |                 |
| Boutimah 20'58'’ | Marcatori | 37'31'’ Taninha |

| Arbitri: | Alberto Casadei (Cesena) Luca Serfilippi (Pesaro) |
| Crono:   | Daniele Conti (Ancona)                            |

|                                                                             |           |                           |
| Luciani 5'00'’ Marta 6'00'’, 24'00'’ Ferrara 10'32'’ (rig.) Dal'maz 32'30'’ | Marcatori | 35'30'’, 37'00'’ Marchese |

| Arbitri: | Andrea Antonio Basile (Torino) Vincenzo Cammarano (Nichelino) |
| Crono:   | Domenico Di Micco (Cinisello Balsamo)                         |

|                                                                                          |           |                  |
| Vanin 2'20'’, 37'05'’ Pomposelli 4'50’ Exana 15'40’ Taina 37'40'’ (aut.) Elpidio 39'20'’ | Marcatori | 39'53'’ Giuliano |

| Arbitri: | Angelo Galante (Ancona) Sonia Bolognesi (Fermo) |
| Crono:   | Lorenzo Metrangolo (Pescara)                    |

|                                        |           |                    |
| Amparo 1'18'’, 2'43'’ Luciléia 20'15'’ | Marcatori | 29'57'’ Bea Martin |

##### Gara 2
| Arbitri: | Domenico Donato Marchetti (Lanciano) Matteo Ariasi (Pescara) |
| Crono:   | Donato Lamanuzzi (Molfetta)                                  |

|                                                    |           |               |
| Matijevic 10'19'’ Oselame 24'39'’ Giuliano 36'13'’ | Marcatori | 35'45'’ Exana |

| Arbitri: | Luca Di Battista (Avezzano) Marco Ambrosini (Teramo) |
| Crono:   | Andrea Barillà (Cinisello Balsamo)                   |

| |           |                                                                                                   |
| Fernandes Balardin 6'23'’ Grieco 12'16'’, 23'13'’ Taninha 15'53'’ (rig.) Siclari 32'59'’ Vanessa 38'31'’ Beita 38'58'’ | Marcatori | 2'49'’, 5'20'’, 6'47'’, 21'40'’ Renatinha 10'45'’ (aut.) Mascia 18'38'’ Boutimah 31'46'’ Mansueto |

| Arbitri: | Giovanni Varola (Olbia) Carlo Casu (Sassari) |
| Crono:   | Marco Navarra (Carbonia)                     |

|                |           |                                                        |
| Mendes 37'59'’ | Marcatori | 0'53'’ Nona 15'11'’ Marta 20'11'’ Guti 28'29'’ Ferrara |

| Arbitri: | Gianluigi Squilletti (Campobasso) Antonio Dan Campanella (Venosa) |
| Crono:   | Luca Paverani (Roma 2)                                            |

|  |           |                                              |
|  | Marcatori | 2'40'’ Ortega 13'00'’ Belli 22'12'’ Luciléia |

##### Gara 3
| Arbitri: | Antonio Marino (Agropoli) Ugo Ciccarelli (Napoli) |
| Crono:   | Cristoforo Corsini (Taranto)                      |

|                                                            |           |                                                 |
| Soldevilla 2'23'’ (rig.), 8'22'’, 13'21'’ Mansueto 23'33'’ | Marcatori | 24'03'’ Vanessa 34'15'’ Siclari 38'30'’ Taninha |

| Arbitri: | Fabiano Maragno (Bologna) Francesco Sgueglia (Finale Emilia) |
| Crono:   | Aurelian Petrica Chirvasuta (Monza)                          |

|                                        |           |                 |
| Bertè 15'00'’, 27'50'’ Elpidio 22'00'’ | Marcatori | 9'00'’ Giuliano |

#### Semifinali

##### Gara 1
| Arbitri: | Dario Di Nicola (Pescara) Gianluca Rutolo (Chieti) |
| Crono:   | Alberto Onesti (Pescara)                           |

|                                                                                 |           |                   |
| Ferrara 9'30'’, 11'49'’ Marta 14'00'’, 25'00'’ Isa Pereira 14'45'’ Nona 31'00'’ | Marcatori | 39'08'’ Renatinha |

| Pescara 22 maggio 2021, ore 20:00 | Montesilvano                                                   | 0 – 0 (0-0) referto | Kick Off | PalaRigopiano\| Arbitri: \| Sonia Bolognesi (Fermo) Michele Bomboletti (Città di Castello) \| \| Crono: \| Marco Terzini (Pescara) \| |
| Arbitri:                          | Sonia Bolognesi (Fermo) Michele Bomboletti (Città di Castello) |                     |          | |
| Crono:                            | Marco Terzini (Pescara)                                        |                     |          | |

##### Gara 2
| Arbitri: | Francesco Saverio Mancuso (Vibo Valentia) Olga De Giorgi (Modena) |
| Crono:   | Cristoforo Corsini (Taranto)                                      |

|                                                      |           |                                                                   |
| Renatinha 18'47'’, 20'32'’, 21'50'’ Boutimah 37'55'’ | Marcatori | 2'46'’ Dal'maz 7'15'’ Gutierrez 16'46'’ Marta 33'43'’ Isa Pereira |

| Arbitri: | Francesco Barretta Perrotta (Pinerolo) Andrea Antonio Basile (Torino) |
| Crono:   | Domenico Di Micco (Cinisello Balsamo)                                 |

|                             |           | |
| Bertè 15'29'’ Exana 30'34'’ | Marcatori | 5'53'’, 31'30'’, 35'21'’ Luciléia 7'18'’ Amparo 10'21'’, 37'11'’ Ortega 14'40'’ (aut.) Pomposelli 30'16'’, 37'46'’ (t.l.) Xhaxho |

#### Finale

##### Gara 1
| Arbitri: | Michele Iannone (Nocera Inferiore) Pasquale Giaquinto (Ostia Lido) |
| Crono:   | Daniele Filannino (Jesi)                                           |

|                        |           |                                                     |
| Marta 15'51'’, 25'18'’ | Marcatori | 13'09'’ Coppari 28'47'’ (rig.) Belli 30'52'’ Xhaxho |

##### Gara 2
| Arbitri: | Antonio Marino (Agropoli) Salvatore Minichini (Ercolano) Matteo Ariasi (Pescara) |
| Crono:   | Paolo Milardi (Pescara)                                                          |

|                |           |                                   |
| Xhaxho 20'26'’ | Marcatori | 16'18'’, 22'24'’, 30'21'’ Dal'maz |

##### Gara 3
| Arbitri: | Daniele Di Resta (Roma 2) Nicola Acquafredda (Molfetta) Alessandra Carradori (Roma 1) |
| Crono:   | Marco Di Filippo (Teramo)                                                             |

| |            | |
| Dal'maz 1'27'’ Taty 2'36'’ | Marcatori  | 24'06'’ Guidotti 24'15'’ Xhaxho 27'55'’ D'Incecco |
| Angelica Dibiase Taty Sofia Luciani Isabel De Outerio Pereira Rafaela Dal'maz Gioia Marcelli Carmen Gutierrez Marta Penalver Ramon Nona Navarro Saez Serena Blenkus Erika Ferrara Gioia Pesaresi | Formazioni | Ana Carolina Sestari Bruna Borges Eva Maria Ortega Ersilia D'Incecco Luciléia Laura Esposito Ludovica Coppari Amparo López Jiménez Jessica Ciferni Alessia Guidotti Aida Xhaxho Federica Belli |
| Massimiliano Neri | Allenatori | Gonzalo Santangelo |

### Classifica marcatori play-off
| Gol |  |  | Giocatore            | Squadra      |
| --- |  |  | -------------------- | ------------ |
| 8   |  |  | Renatinha            | Real Statte  |
| 8   |  |  | Marta Penalver Ramon | Falconara    |
| 6   |  |  | Rafaela Dal'maz      | Falconara    |
| 5   |  |  | Aida Xhaxho          | Montesilvano |
| 5   |  |  | Luciléia             | Montesilvano |
| 4   |  |  | Erika Ferrara        | Falconara    |
| 3   |  |  | Adrieli Bertè        | Kick Off     |
| 3   |  |  | Ana Soldevilla       | Real Statte  |
| 3   |  |  | Amparo López Jiménez | Montesilvano |
| 3   |  |  | Eva Maria Ortega     | Montesilvano |
| 3   |  |  | Jessica Exana        | Kick Off     |
| 3   |  |  | Roberta Giuliano     | Bisceglie    |
| 3   |  |  | Sara Boutimah        | Real Statte  |
| 3   |  |  | Taninha Sousa        | Lazio        |

| Gol |  |  | Giocatore                 | Squadra      |
| --- |  |  | ------------------------- | ------------ |
| 2   |  |  | Federica Belli            | Montesilvano |
| 2   |  |  | Alessia Grieco            | Lazio        |
| 2   |  |  | Vanessa Pereira           | Lazio        |
| 2   |  |  | Valentina Siclari         | Lazio        |
| 2   |  |  | Carmen Gutierrez          | Falconara    |
| 2   |  |  | Nicoletta Mansueto        | Real Statte  |
| 2   |  |  | Isabel De Outerio Pereira | Falconara    |
| 2   |  |  | Nona Navarro Saez         | Falconara    |
| 2   |  |  | Aline Elpidio             | Kick Off     |
| 2   |  |  | Debora Vanin              | Kick Off     |
| 2   |  |  | Sabrina Marchese          | Cagliari     |

## Play-out

### Formula
Le squadre che concluderanno il campionato alla nona e alla decima posizione si affronteranno in un doppio spareggio (andata e ritorno, la prima partita giocata in casa della peggio classificata) per determinare l'unica squadra a retrocedere in Serie A2. Al termine degli incontri sarà dichiarata vincente la squadra che nelle due partite (di andata e di ritorno) avrà ottenuto il maggior punteggio. Nel caso di parità gli arbitri della gara di ritorno faranno disputare due tempi supplementari di 5 minuti ciascuno. Qualora anche al termine di questi le squadre saranno ancora in parità sarà considerata vincente la squadra in migliore posizione di classifica al termine della stagione regolare. Il play-out sarà disputato esclusivamente se tra le due squadre sarà presente un distacco in classifica minore di 8 punti, altrimenti retrocederà direttamente la squadra dodicesima classificata.
| Squadra 1           | Totale | Squadra 2     | Andata | Ritorno |
| ------------------- | ------ | ------------- | ------ | ------- |
| Pelletterie Firenze | 8 - 8  | Rovigo Orange | 3 - 4  | 5 - 4   |

### Risultati

#### Andata
| Arbitri: | Gianluca Morelli (Imperia) Walter Brentegani (Chiavari) |
| Crono:   | Salvatore Palumbo (Pistoia)                             |

|                                          |           |                                                                |
| Presto 3'35'’ Brandolini 4'33'’, 12'45'’ | Marcatori | 6'39'’ Longato 8'53'’ Dayane 24'11'’ Iturriaga 34'25'’ Troiano |

#### Ritorno
| Arbitri: | Davide De Ninno (Varese) Carmine Genoni (Busto Arsizio) |
| Crono:   | Giovanni Agosta (Rovigo)                                |

|                                                           |           |                                                                |
| Pereira 8'42'’, 19'37'’ Iturriaga 36'46'’ (rig.), 40'57'’ | Marcatori | 6'36'’, 14'46'’, 42'43'’ Duco 26'53'’ Brandolini 34'22'’ Gomez |